# LET'S ぬぷぬぷっ
『LET'S ぬぷぬぷっ』（れっつ ぬぷぬぷっ）は、三ツ森あきら作のギャグ漫画（4コマ漫画）である。「週刊少年マガジン」で1993年4月から1999年11月に連載された。単行本は全9巻が刊行されている。

## 概要
毎回、数本のシリーズネタを掲載するオムニバス形式のショートギャグ作品。
一部のキャラクターは作者の次回作『わんるーむ』でも登場しているほか、続編として『Let's ぬぷぬぷっ スーパーアダルト』がDokiっ!（成人雑誌：竹書房）で連載されている。

## 主なシリーズ作品
スシ猫
当初は寿司屋で働いていたが、寿司屋を追い出され様々な仕事に就くネコの話。1993年の連載当初から登場していた長寿作品。
少女と校則
毎回、1ページ目に掲載される1コマ漫画。架空の高校で制定されたありえない校則を女子生徒が実践する。
デキナイ君
何もできないダメ小学生・デキナイ君の苦悩を描く。途中から○○君として別なキャラクターが登場する回もあった。
高木家
ガイジンの父と怪物の母、セミ男の弟に振り回される兄と姉の話。
保健室で設楽先生
小学6年生・高木文男（高木家の長男）に性的な行動を取る養護教諭"設楽先生"の話。TBSの『ワンダフル』内で『Let's ぬぷぬぷっ』がアニメ化された際には、スシ猫と並んで主役級の扱いを受けた。

## テレビアニメ
1998年10月6日から11月2日にかけて、TBS系列のテレビ番組『ワンダフル』枠内でテレビアニメ化された。映像ソフト化については、VHS版・LD版がリリースされたが、現在は全巻廃盤となっている。DVD版・Blu-ray版はリリースされていない。

### キャスト
- 設楽百合恵（富沢美智恵）
- 高木文男（上田祐司）
- スシ猫（高乃麗）
- キョウザメちゃん・ハムスター・マリモちゃん（荒木香恵）
- スケット姉妹・カシラ（古山あゆみ）
- スケット姉妹・デスワ（中川玲）
- ガンコおやじ（加藤精三）
- タカ男くん（置鮎龍太郎）
- 大森カズ美（ひと美）
- 大森兄夫（石田彰）
- 中川ゆみ（中川優美 (Jack&Betty)）
- ナレーション（一条和矢）

### スタッフ
- 原作 - 三ツ森あきら
- キャラクターデザイン - 生野裕子
- 色彩設定 - 西俣理香
- 美術監督 - 天水勝
- 撮影監督 - 斎藤秋男
- 編集 - 足立浩
- 音響監督 - 田中一也
- 音楽 - 渡辺剛
- 総合プロデューサー - 落合芳行
- アニメーション制作 - グループ・タック
- アニメーション制作協力 - 亜細亜堂
- 協力 - 代々木アニメーション学院
- 製作協力 - フォーライフレコード
- 製作 - TBS

### テーマ曲
- オープニングテーマ「Maybe true」：FANATIC◇CRISIS
- エンディングテーマ・挿入歌/VHS・LD版オープニングテーマ「Twister」：Jack&Betty

市販品などでは版権の理由からMaybe trueは使用されていない。

### 放映リスト
| 話数 | サブタイトル             | 絵コンテ   | 演出       | 作画監督 | 放映日         |
| ---- | ------------------------ | ---------- | ---------- | -------- | -------------- |
| 1    | 足あげてぺろぺろ         | 久米一成   | 久米一成   | 華房泰堂 | 1998年 10月6日 |
| 2    | 人工呼吸でレロレロ       | 久米一成   | 久米一成   | 華房泰堂 | 10月7日        |
| 3    | 目隠ししてスコスコ       | 久米一成   | 久米一成   | 華房泰堂 | 10月8日        |
| 4    | ちょーハイレグでパチパチ | 久米一成   | 久米一成   | 華房泰堂 | 10月12日       |
| 5    | おめこぼしはごにょごにょ | 志村錠児   | 志村錠児   | 畑良子   | 10月13日       |
| 6    | ビンカンでしゃぶしゃぶ   | 志村錠児   | 志村錠児   | 畑良子   | 10月14日       |
| 7    | 看護婦さんとどかどか     | 志村錠児   | 高橋滋春   | 畑良子   | 10月15日       |
| 8    | 立ち読みでむしむし       | 志村錠児   | 高橋滋春   | 畑良子   | 10月19日       |
| 9    | 取り調べでふにふに       | 木宮茂     | 木宮茂     | 山本勝也 | 10月20日       |
| 10   | 真っ暗でどきどき         | 木宮茂     | 木宮茂     | 徳田悦郎 | 10月21日       |
| 11   | 頭出してもれもれ         | 木宮茂     | 木宮茂     | 山本勝也 | 10月22日       |
| 12   | 白い水でびちょびちょ     | 木宮茂     | 木宮茂     | 徳田悦郎 | 10月26日       |
| 13   | あんなとこモミモミ       | 佐々木和宏 | 佐々木和宏 | 遠藤靖裕 | 10月27日       |
| 14   | 身体検査ってすみずみ     | 佐々木和宏 | 佐々木和宏 | 遠藤靖裕 | 10月28日       |
| 15   | げたげたでくつくつ       | 佐々木和宏 | 佐々木和宏 | 遠藤靖裕 | 10月29日       |
| 16   | Let's ぬぷぬぷっ         | 佐々木和宏 | 佐々木和宏 | 遠藤靖裕 | 11月2日        |